# Berounka (râu)
Berounka (pronunție în cehă [bɛrɔʊ̯ŋka] ⓘ) este un râu din Republica Cehă, un afluent de stâng al râului Vltava. Acesta curge prin regiunile Plzeň și Boemia Centrală până la Praga. Berounka apare la confluența râurilor Mže și Radbuza în zona comunei urbane Plzeň. Împreună cu Mže, care este principala sa sursă, Berounka are o lungime de 244,6 kilometri (152,0 mi), ceea ce îl face al cincilea cel mai lung râu din Cehia. Fără râul Mže, are o lungime de doar 139,4 kilometri (86,6 mi).

## Etimologie
Râul este numit după orașul ceh Beroun. Inițial, tot cursul a fost denumit Mže (în germană Mies), iar numele a apărut pentru prima dată în secolul al XII-lea, în Chronica Boemorum și alte scrieri. Numele său a fost scris ca Mse, Msa și Misa.
Din secolul al XVII-lea, cursul inferior a început să fie numit Berounka, dar numele Mže încă a mai apărut ca numele întregului râu până la sfârșitul secolului al XIX-lea. Pentru a se evita confuzia, în 2008 a fost creată o inițiativă de redenumire a cursului inferior cu denumirea istorică Mže, dar eforturile au eșuat din cauza înrădăcinării denumirii actuale.

## Caracteristici

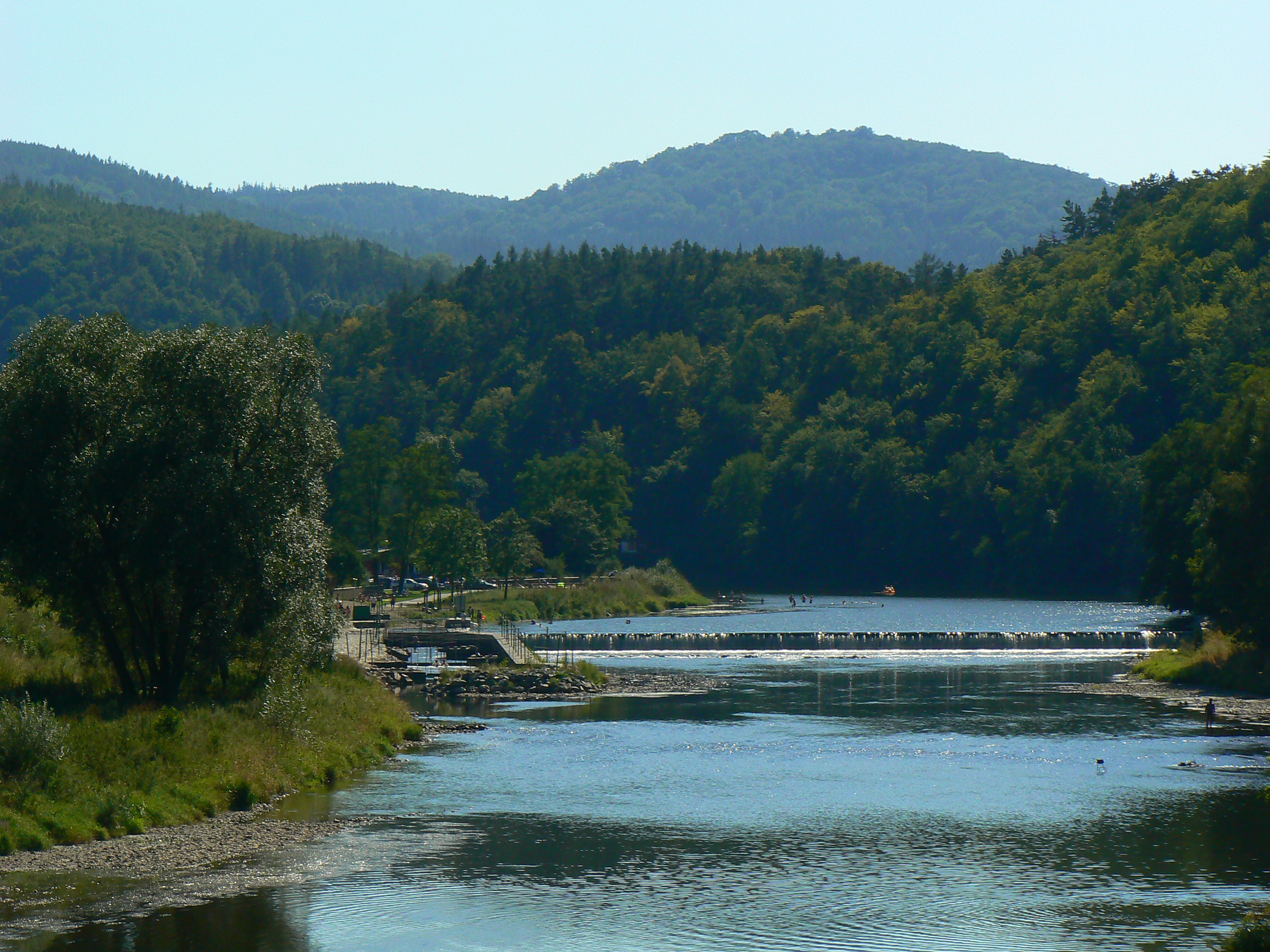
Berounka în Roztoky, districtul Rakovník

Din punct de vedere al gospodăririi apelor, Berounka și Mže sunt două râuri diferite, cu o numerotare separată a kilometrilor de râu. Dintr-un punct de vedere mai larg, Berounka (ca Mže) își are izvorul pe teritoriul comunei urbane Mähring din Pădurea Boemiei (Český les) la o altitudine de 726 m (2.382 ft) și curge spre Praga - Lahovice, unde curge în râul Vltava la o altitudine de 189 m (620 ft). Are o lungime de 244,57 kilometri (151,97 mi), din care 2,34 kilometri (1,45 mi) se găsesc în Germania. În Republica Cehă, are o lungime de 242,23 kilometri (150,51 mi), ceea ce îl face al cincilea cel mai lung râu din țară. Bazinul său hidrografic are o suprafață de 8.854,2 kilometri pătrați (3.418,6 mi2). Numele Berounka este folosit de la confluența lui Mže cu Radbuza în Plzeň și din acest punct până la confluența cu Vltava, râul are o lungime de 139,4 kilometri (86,6 mi).
Berounka are mai mulți afluenți importanți. Cei mai lungi afluenți ai râului Berounka sunt:
| Numele afluentului | Lungime (km) | Afluent de |
| ------------------ | ------------ | ---------- |
| Radbuza            | 109,7        | dreapta    |
| Mže                | 105.1        | –          |
| Střela             | 101,7        | stânga     |
| Úslava             | 96.3         | dreapta    |
| Loděnice           | 64,7         | stânga     |
| Litavka            | 54,9         | dreapta    |
| Klabava            | 51.2         | dreapta    |
| Rakovnický potok   | 48,5         | stânga     |
| Třemosná           | 43.7         | stânga     |
| Javornice          | 30.9         | stânga     |
| Zbirožský potok    | 28.8         | dreapta    |
| Radotínský potok   | 22.9         | stânga     |
| Klíčava            | 22.3         | stânga     |
| Radnický potok     | 18.7         | dreapta    |

## Așezări

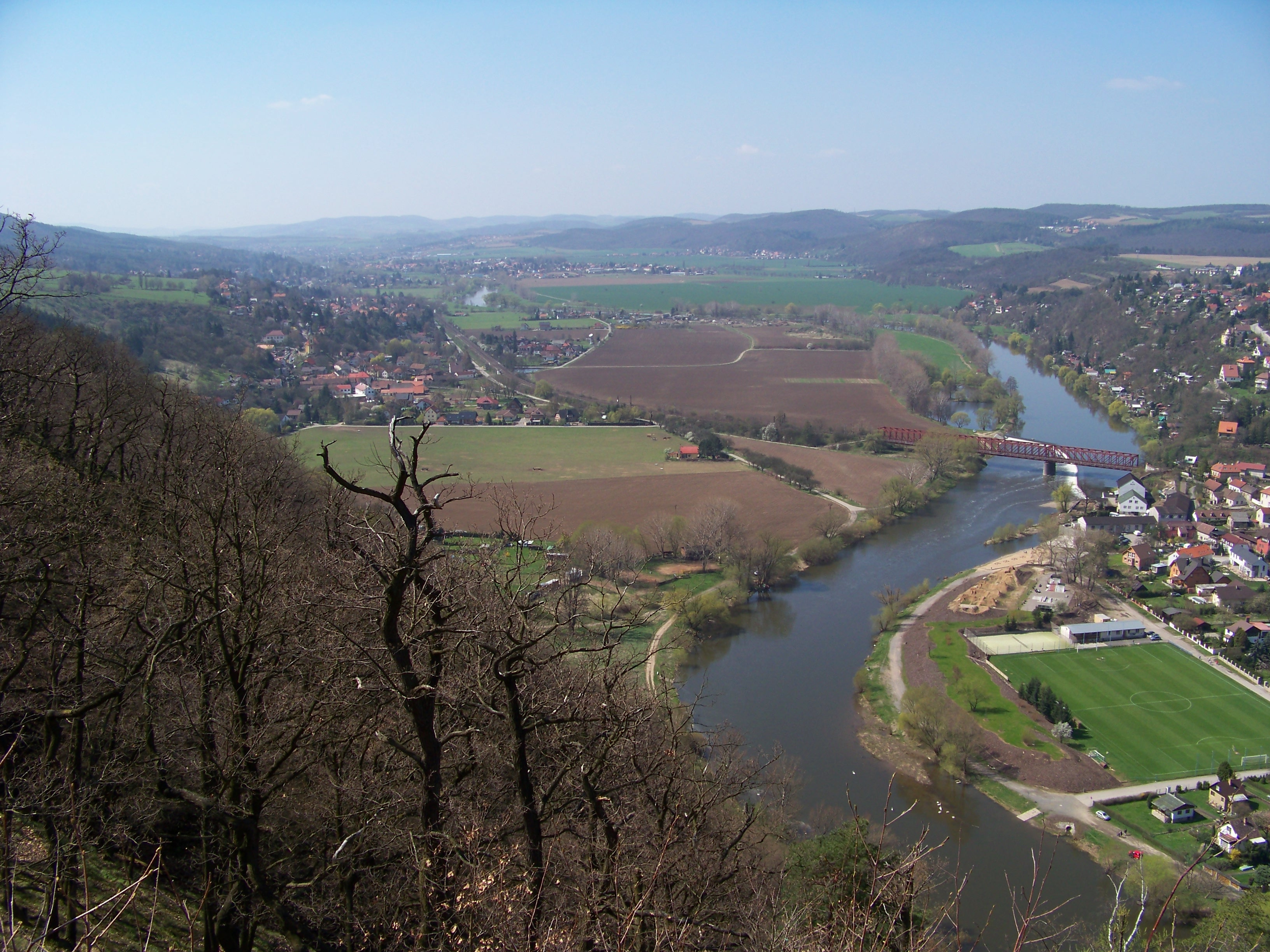
Berounka în Černošice

Se găsesc mai multe așezări mari de-a lungul râului. Mže curge prin comunele urbane Tachov și Stříbro. După confluența sa cu Radbuza în Plzeň, Berounka curge prin Beroun, Řevnice, Dobřichovice, Černošice și la marginea capitalei Praga.

## Corpuri de apă
În zona bazinului său hidrografic se găsesc 7.502 de corpuri de apă; cel mai mare dintre este Rezervorul Hracholusky cu o suprafață de 352 ha (870 acri), care a fost construit la confluența dintre Mže și pârâul Úterský potok. Nu se găsesc corpuri de apă care să fi fost construite direct pe cursul inferior al râului Berounka.

## Faună
În râu trăiește molusca Unio pictorum, care este pe cale critică de dispariție în Republica Cehă. Specia endemică de melci Bulgarica nitidosa  trăiește de asemenea lângă râu.

## Atracții
La kilometrul 63 al râului, în Roztoky, se află o zonă artificială de slalom.

## Turism
Berounka este considerat unul dintre cele mai frumoase râuri din Cehia și este unul dintre cele mai populare râuri pentru turismul fluvial. Aproape întregul curs din zona Plzeň este navigabil. Este popular datorită secțiunilor din zonele peisagistice protejate Křivoklátsko și Český kras, cu natură nealterată. Berounka face parte din categoria râurilor nepretențioase, potrivite vâslașilor începători. Un traseu educațional pentru vâslași, de 82 km lungime, se află de-a lungul râului.